# 斯万特·拉斯穆松
斯万特·拉斯穆松（瑞典語：Svante Rasmuson，1955年11月18日—），瑞典男子现代五项运动员。他曾代表瑞典参加1976年、1980年、1984年和1988年夏季奥林匹克运动会，共获得一枚银牌和一枚铜牌。